# Friedrich Vittinghoff
Friedrich Vittinghoff (* 19. Mai 1910 in Essen; † 11. Juni 1999 in Nürnberg) war ein deutscher Althistoriker.
Friedrich Vittinghoff studierte an den Universitäten Bonn und Berlin Geschichte, Klassische Philologie und Evangelische Theologie. Seit Mai 1933 gehörte er der SA an und war seit 1937 Mitglied der NSDAP. Er wurde 1934/35 in Bonn promoviert mit der 1936 publizierten Arbeit Der Staatsfeind in der römischen Kaiserzeit. Untersuchungen zur damnatio memoriae. 1939 erfolgte seine Habilitation an der Universität Kiel mit einer von Paul L. Strack begutachteten Arbeit. Sie hatte den Aufstieg der unterworfenen Völker in Roms Bürgertum und Herrenschicht zum Thema. Er arbeitete zunächst als Privatdozent. 1943 wurde er als außerordentlicher Professor an die Reichsuniversität Posen berufen, lehrte dort aber nicht, da er seinen Wehrdienst ableisten musste. Nach fünf Jahren als Soldat der Wehrmacht geriet er zum Ende des Zweiten Weltkriegs in Kriegsgefangenschaft.
1950 erhielt er einen Lehrauftrag an der Universität Marburg und wurde 1955 als Nachfolger von Alfred Heuß auf die Professur für Alte Geschichte an der Universität Kiel berufen. Im Jahr 1962 folgte er einem Ruf an die Universität Erlangen-Nürnberg. Dort war er auch Pressereferent und Herausgeber der Zeitschrift Das Neue Erlangen. 1966 wechselte er an die Universität zu Köln, wo er bis zu seiner Emeritierung 1978 Direktor in der Abteilung Alte Geschichte des Instituts für Altertumskunde war. Zu Vittinghoffs Schülern zählen Werner Eck, Hartmut Galsterer und Hartmut Wolff.
Vittinghoff forschte vor allem über die römische Kaiserzeit und befasste sich besonders mit den grundsätzlichen Problemen des römischen Städtewesens; so erstellte er eine Dokumentation sämtlicher römischer und lateinischer Städtegründungen im Imperium Romanum. Wichtige Themen in seinem Werk sind auch das Frühchristentum, die antike Stadt, der Übergang von der Spätantike zum Mittelalter sowie der Sklavenhalterstaat. Er war Mitherausgeber des Handbuchs der europäischen Wirtschafts- und Sozialgeschichte.

## Schriften (Auswahl)
- Der Staatsfeind in der römischen Kaiserzeit. Untersuchungen zur „damnatio memoriae“ (= Neue deutsche Forschungen. Band 84). Junker und Dünnhaupt, Berlin 1936.
- Römische Kolonisation und Bürgerrechtspolitik unter Caesar und Augustus (= Abhandlungen der Geistes- und Sozialwissenschaftlichen Klasse. 1951, Nr. 14). Verlag der Akademie der Wissenschaften und der Literatur, Mainz 1952.
- Europäische Wirtschafts- und Sozialgeschichte in der römischen Kaiserzeit (= Handbuch der europäischen Wirtschafts- und Sozialgeschichte. Band 1). Klett-Cotta, Stuttgart 1990, ISBN 3-12-904730-1.
- Kaiser Augustus. Musterschmidt, Göttingen u. a. 1959 (3. überarbeitete und ergänzte Auflage 1991).
- Civitas Romana. Stadt und politisch-soziale Integration im Imperium Romanum der Kaiserzeit. Klett-Cotta, Stuttgart 1994, ISBN 3-608-91305-X.